# Lipit-Isjtar
Lipit-Isjtar (Engels: Lipit-Ishtar of Lipit-Eshtar), was de vijfde heerser van de eerste dynastie van Isin. 
Lipit-Isjtar regeerde ongeveer van 1934 tot 1924 v.Chr. Enkele documenten en koninklijke inscripties uit zijn tijd zijn bewaard gebleven, maar hij is nog het meest bekend van Sumerische hymnes die ter ere van hem zijn geschreven. Hij heeft tevens een wetboek op zijn naam staan, van ca. 200 jaar voor de beroemde codex Hammurabi, die na zijn dood honderden jaren lang in scholen onderwezen werd.